# Khu dự trữ sinh quyển châu thổ sông Hồng

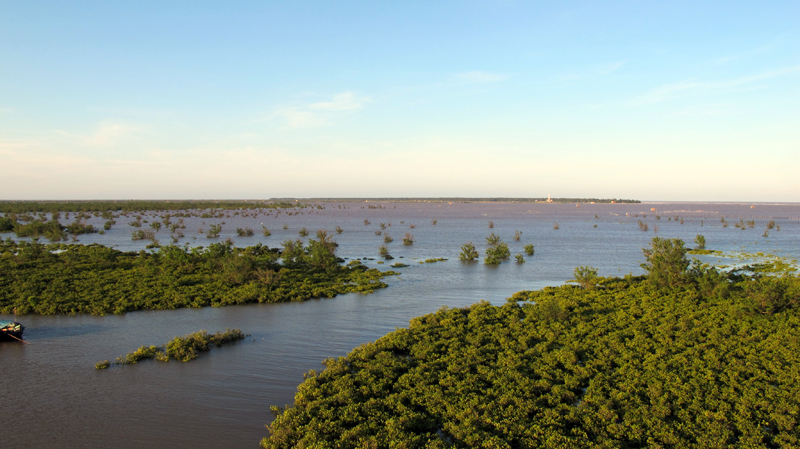
Vùng sinh thái phù sa ven biển đặc trưng ở bãi ngang - cồn nổi (Kim Sơn, Ninh Bình)

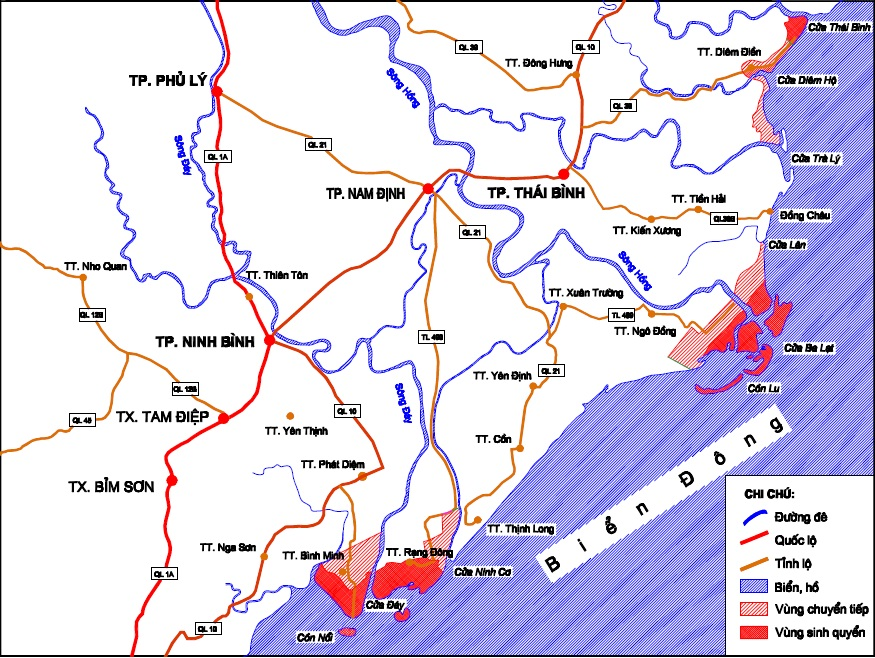
Vị trí 3 tiểu khu (màu đỏ) của khu dự trữ sinh quyển thế giới châu thổ sông Hồng

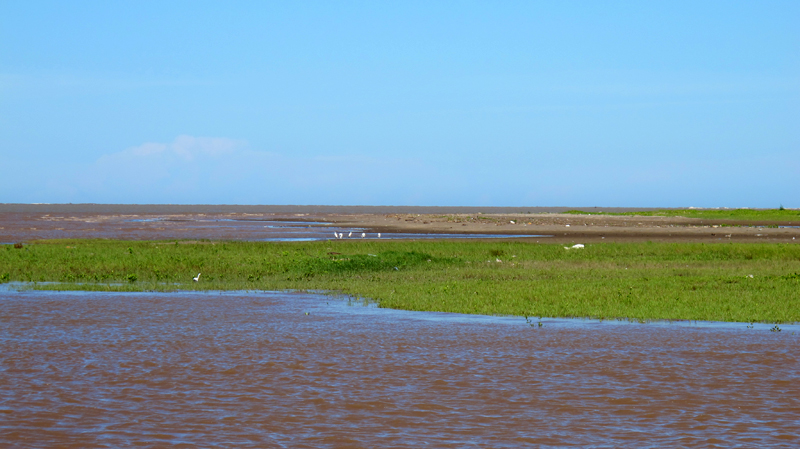
Những bãi phù sa là nơi kiếm ăn và trú ngụ của nhiều loài chim di cư

Khu dự trữ sinh quyển châu thổ sông Hồng là một khu dự trữ sinh quyển thế giới do UNESCO công nhận tại Việt Nam cho các vùng đất phía Nam vùng duyên hải Bắc Bộ, nằm ở cửa sông Đáy, sông Hồng và sông Thái Bình. Đây là khu dự trữ sinh quyển đất ngập nước ven biển thuộc 2 tỉnh châu thổ sông Hồng là Hưng Yên và Ninh Bình hiện nay. Khu dự trữ sinh quyển thế giới này chứa đựng những hoạt động kiến tạo địa chất và đa dạng sinh học có giá trị nổi bật toàn cầu với các kiểu sinh cảnh chủ yếu như: bãi bùn, bãi cát ngập triều, trảng cỏ, sậy, rừng ngập mặn cùng các cồn cát phi lao... Khu dự trữ sinh quyển châu thổ sông Hồng có nhiều tiềm năng để phát triển loại hình du lịch sinh thái, đồng quê và tắm biển.

## Tổng quan
Khu dự trữ sinh quyển châu thổ sông Hồng được công nhận ngày 2 tháng 12 năm 2004. Tổng diện tích của khu dự trữ sinh quyển này lớn hơn 105.558 ha, trong đó có 66.256 ha là đất liền ven biển và 39.302 ha mặt nước biển thuộc 25 xã của các huyện Kim Sơn (Ninh Bình); Nghĩa Hưng, Giao Thủy (Nam Định); Tiền Hải, Thái Thụy (Thái Bình). Vùng lõi có diện tích hơn 14.000 ha, vùng đệm gần 37.000 ha, vùng chuyển tiếp trên 54.000 ha, có số dân trên 128 000 người (2004).
Khu dự trữ sinh quyển châu thổ sông Hồng gồm 3 khu vực riêng biệt đều ở ven biển là cửa sông Đáy, cửa Ba Lạt và cửa Thái Bình.
- Khu dự trữ sinh quyển cửa sông Đáy nằm trên 7 xã thuộc huyện Kim Sơn và 6 xã thuộc huyện Nghĩa Hưng.
- Khu dự trữ sinh quyển cửa Ba Lạt (sông Hồng) nằm trên 4 xã thuộc huyện Giao Thủy và 3 xã huyện Tiền Hải.
- Khu dự trữ sinh quyển cửa sông Thái Bình nằm trên 5 xã thuộc huyện Thái Thụy.

Về mặt hành chính khu dự trữ sinh quyển châu thổ sông Hồng gồm 5 khu vực theo thứ tự từ bắc xuống nam như sau:
- Rừng ngập mặn Thái Thụy: thuộc các xã Thụy trường, Thụy Xuân, Thụy Hải, thị trấn Diêm Điền, Thái Đô, Thái Thượng.
- Khu bảo tồn thiên nhiên Tiền Hải: thuộc các xã Nam Hưng, Nam Phú, Nam Thịnh.
- Vườn quốc gia Xuân Thủy thuộc các xã Giao Thiện, Giao An, Giao Lạc, Giao Xuân của huyện Giao Thủy,
- Rừng phòng hộ ven biển Nghĩa Hưng thuộc các xã: Phúc Thắng, Nghĩa Hải, Nghĩa Lợi; thị trấn Rạng Đông, xã Nam Điền huyện Nghĩa Hưng.
- Rừng ngập mặn Kim Sơn - cồn Nổi thuộc các xã Kim Đông, Kim Hải, Kim Trung, thị trấn Bình Minh, Cồn Thoi, Kim Mỹ, Kim Tân.

Vùng chuyển tiếp
Vùng chuyển tiếp có diện tích 54.541 ha còn được gọi là vùng phát triển bền vững, nơi cộng tác của các nhà khoa học, nhà quản lý và người dân địa phương. Tạo điều kiện thuận lợi và đẩy mạnh các hoạt động phát triển kinh tế, du lịch, dịch vụ đi đôi với tuyên truyền giáo dục nâng cao nhận thức cộng đồng. Khu dự trữ sinh quyển châu thổ sông Hồng có năm vùng chuyển tiếp thuộc địa giới hành chính của 5 huyện.
Ranh giới vùng chuyển tiếp được xác định dựa trên địa giới hành chính xã nằm dọc theo đê biển.
Vùng đệm
Vùng đệm có diện tích 36.849 ha. Là vùng tiếp giáp với vùng lõi, có thể tiến hành các hoạt động kinh tế, nghiên cứu, giáo dục và giải trí nhưng không ảnh hưởng đến mục đích bảo tồn trong vùng lõi. Khu dự trữ sinh quyển châu thổ sông Hồng có năm vùng đệm thuộc địa giới hành chính của 5 huyện: Thái Thuỵ và Tiền Hải - Thái Bình; Giao Thủy và Nghĩa Hưng - Nam Định; Kim Sơn - Ninh Bình.
Ranh giới vùng đệm được tính từ đê biển ra phía ngoài bãi bồi thấp nhất khi nước triều xuống. Toàn bộ diện tích rừng ngập mặn được khôi phục và trồng mới cùng với các bãi nuôi vạng, hệ thống đầm nuôi thủy sản giáp chân đê biển đều nằm trong vùng đệm. Đây là khu vực rất quan trọng cho các loài chim di cư từ vùng lõi cũng như các nơi khác đến kiếm ăn và trú ngụ. Việc quản lý đặt dưới sự chỉ đạo của cơ quan và chính quyền địa phương trong việc kết hợp hài hoà giữa phát triển kinh tế tạo nguồn thu nhập cho người dân địa phương và bảo tồn rừng ngập mặn vừa có tác dụng phòng hộ vừa góp phần tăng nguồn lợi thủy hải sản.
Vùng lõi
Vùng lõi có diện tích 14.167 ha. Mục tiêu quản lý vùng lõi là bảo tồn đa dạng sinh học, hạn chế các hoạt động của con người. Khu dự trữ sinh quyển châu thổ sông Hồng có hai vùng lõi, là Vườn Quốc gia Xuân Thủy và Khu Bảo tồn thiên nhiên đất ngập nước Tiền Hải
Việc bảo tồn đa dạng sinh học vùng lõi gắn liền với việc bảo tồn rừng ngập mặn và những bãi bồi ven biển, cửa sông. Không giống như các khu bảo tồn trong nội địa, vùng lõi trong khu dự trữ sinh quyển này vẫn thường xuyên chịu sức ép của việc khai thác và đánh bắt thủy sản quá mức. Có thể nói rất khó phân chia diện tích vùng lõi hay vùng đệm, bởi vì việc đánh bắt thủy sản ở vùng đệm sẽ trực tiếp làm suy giảm đa dạng sinh học vùng lõi. Các bãi bồi nuôi vạng hay các loài thủy sản khác không chỉ làm mất đi vẻ đẹp cảnh quan mà còn làm đảo lộn các chuỗi và lưới thức ăn trong tự nhiên.

## Cảnh quan - sinh thái
Khu dự trữ sinh quyển thế giới châu thổ sông Hồng bao gồm cả khu vực bãi ngang, rừng ngập mặn Kim Sơn, Nghĩa Hưng, Thái Thụy, VQG Giao Thủy, cồn Nổi, cồn Vành, cồn Thủ, khu bảo tồn thiên nhiên Tiền Hải, và các vùng phụ cận, Khu Ramsar Xuân Thủy. Đây là khu bảo tồn thiên nhiên đầu tiên được công nhận dước Công ước Ramsar vào năm 1989 và cũng là khu Ramsar đầu tiên của Đông Nam Á. Xét trên toàn thế giới thì đây là khu thứ 50 với trọng tâm phát triển làm nơi cư trú của những loài chim nước.
Khu vực có khoảng 200 loài chim, trong đó có gần 60 loài chim di cư, hơn 50 loài chim nước. Nhiều loài quý hiếm được ghi trong sách đỏ thế giới như: cò thìa, mòng bể, rẽ mỏ thìa, cò trắng bắc,... Sinh cảnh đặc sắc nơi đây là những cánh rừng ngập mặn rộng hàng ngàn ha, đầm lầy mặn, bãi bồi ven biển và cửa sông. Những cánh rừng này được ví như bức tường xanh bảo vệ đê biển, làng xóm khỏi bị tàn phá bởi gió bão, nước biển dâng, và cả thảm hoạ sóng thần nếu xảy ra.
Rừng ngập mặn là nơi nuôi dưỡng sinh đẻ của các loài hải sản. Như một vườn ươm cho sự sống của biển, rừng ngập mặn cung cấp nguồn lợi thủy sản phong phú cùng với 500 loài động thực vật thủy sinh và cỏ biển cung cấp nhiều loài thủy hải sản có giá trị kinh tế cao như tôm, cua, cá biển, vạng, trai, sò, cá tráp, rong câu chỉ vàng. v.v.
Khu dự trữ sinh quyển thế giới đồng bằng sông Hồng có tiềm năng rất lớn về du lịch sinh thái, tham quan và tìm hiểu về thế giới tự nhiên. Đánh giá tình trạng đa dạng sinh học của các vùng chim quan trọng đất ngập nước ở khu vực đồng bằng Bắc Bộ, tổ chức bảo tồn các loài chim và sinh cảnh BirdLife Quốc tế tại Việt Nam nhận định đợt khảo sát toàn diện các vùng đất ngập nước ven biển khu dự trữ sinh quyển châu thổ sông Hồng (11/2005-3/2006) đã xác định được 6 vùng chim quan trọng đất ngập nước ưu tiên cho công tác bảo tồn trong khu vực có tính đa dạng phong phú và có ý nghĩa toàn cầu. Đây là vùng có ý nghĩa sống còn đối với công tác bảo tồn đa dạng sinh học ở Đông Dương, có ý nghĩa cực kỳ quan trọng đối với các loài chim nước di cư đến và đi qua từ Đông Bắc Á và Xibêri đến châu Đại Dương. Do đó, việc duy trì tính toàn vẹn và chất lượng sinh cảnh vùng đồng bằng Bắc Bộ được coi là một nghĩa vụ quốc tế. Theo tổ chức Friends of the Earth, bảo vệ những vùng đệm tự nhiên là cách giải quyết duy nhất để bảo vệ dân cư vùng ven biển chống lại sóng triều và các đe dọa khác trong tương lai.

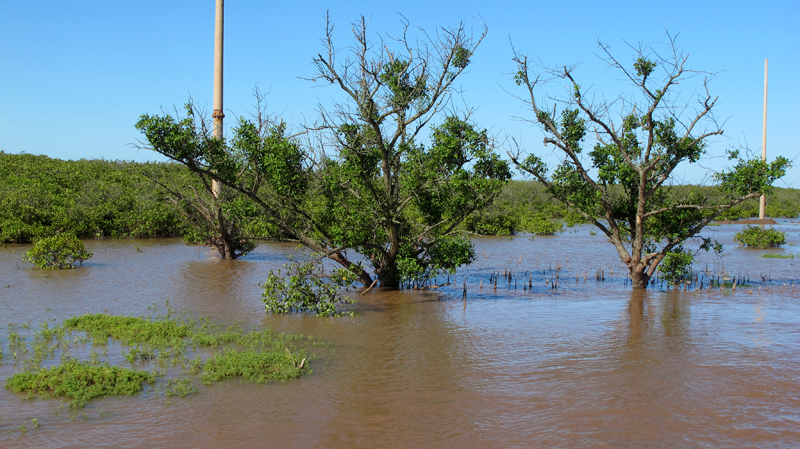
Đất ngập nước
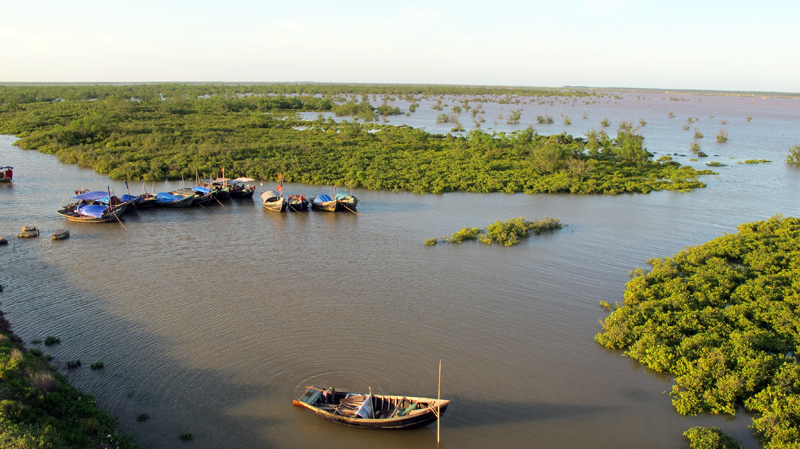
Con người và sinh quyển
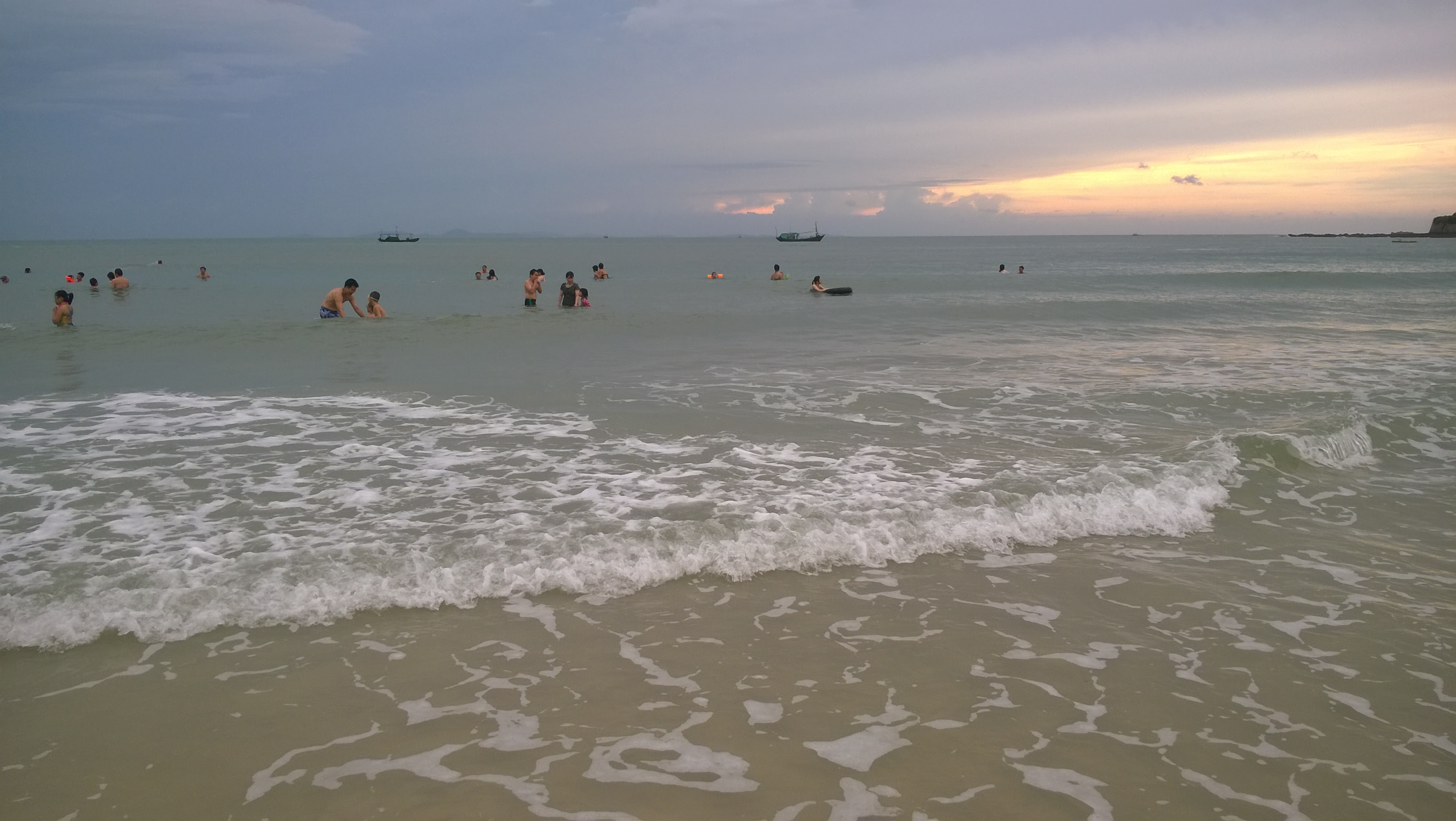
Tắm biển ở Cồn Nổi
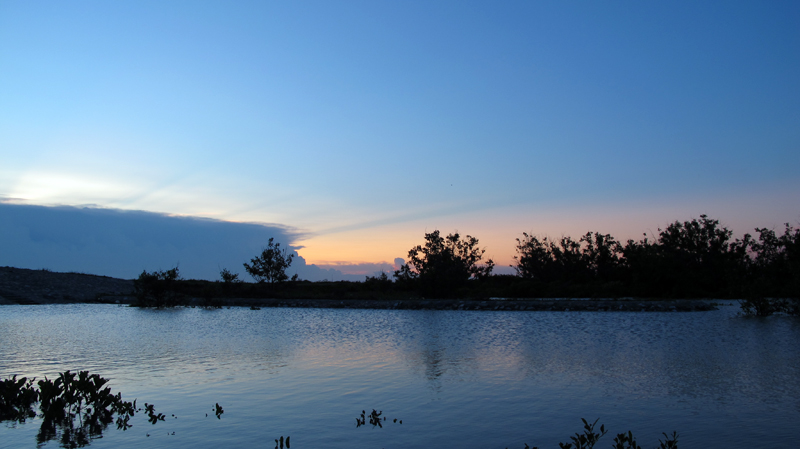
Hoàng hôn trên vùng đất mở
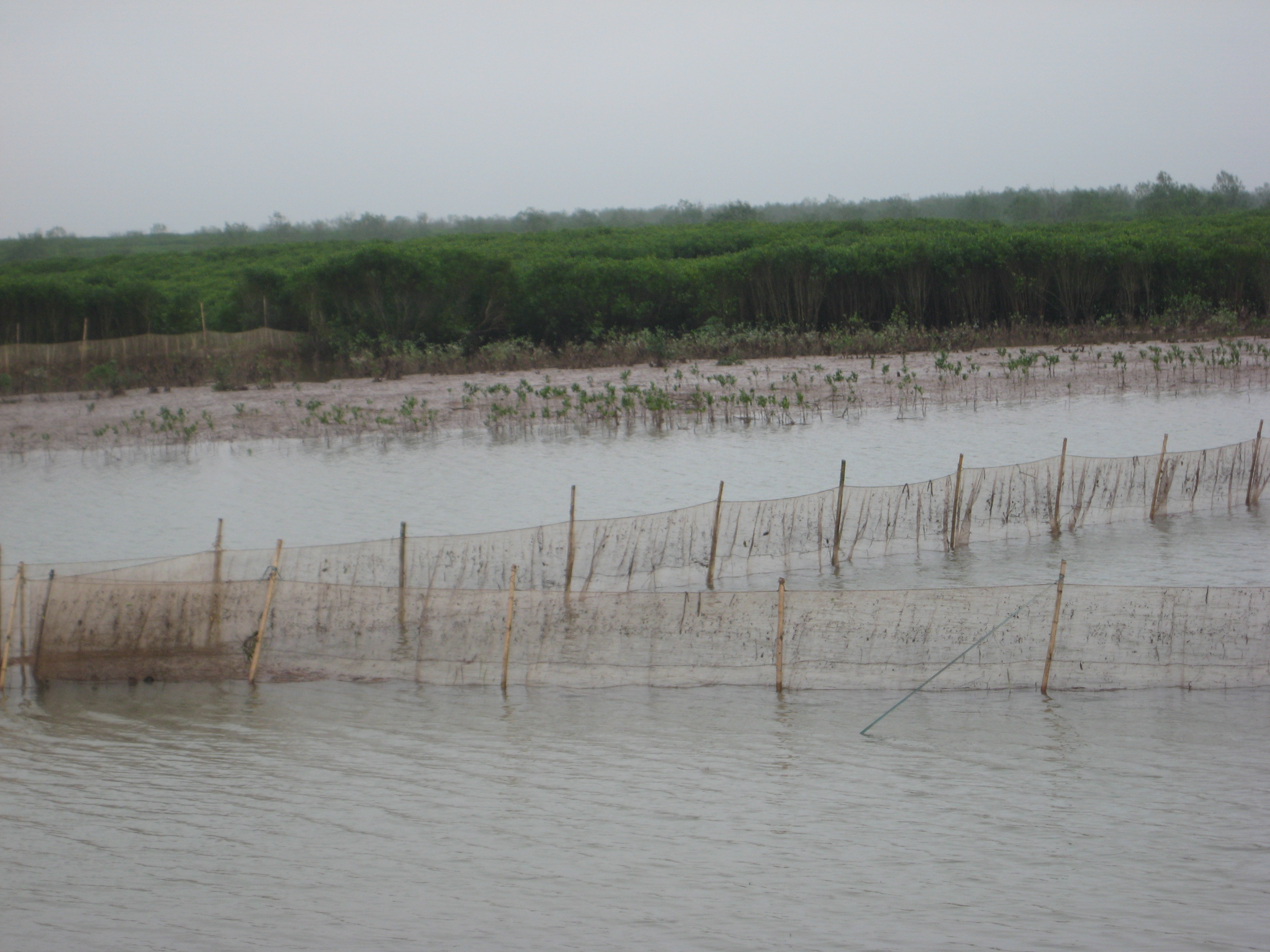
Rừng phòng hộ
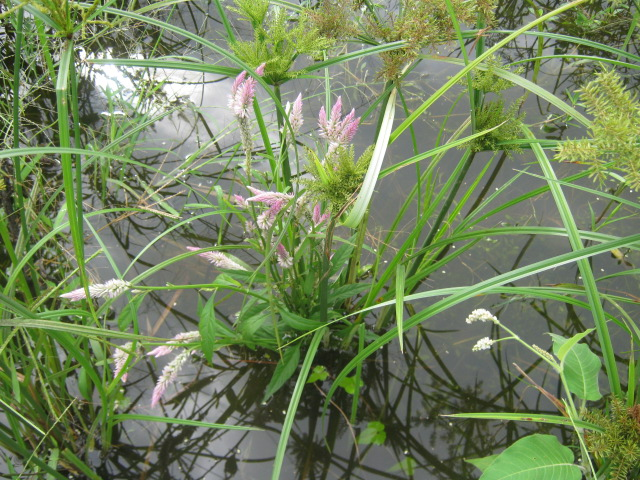
Thực vật ngập nước
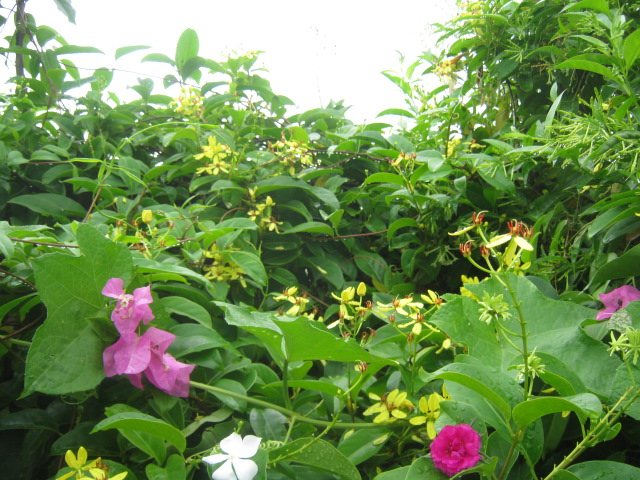
Rừng ngập mặn
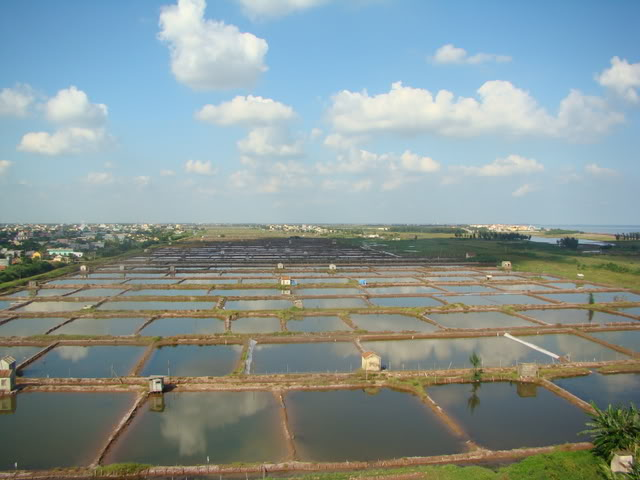
Đầm tôm, cua đai xanh

## Các đảo cồn cát
Hệ thống các đảo cồn cát được hình thành và nổi trên biển, được trồng phi lao chắn gió, rừng ngập mặn và nuôi trồng thủy sản là những cảnh quan sinh thái đặc trưng và độc đáo của Khu dự trữ sinh quyển thế giới châu thổ sông Hồng. Hiện có các đảo, theo thứ tự từ Bắc xuống Nam như sau:
- Cồn Đen nằm cách đất liền 3 km thuộc xã Thái Đô, Thái Thuỵ, Thái Bình. Cồn Đen có địa hình tương đối bằng phẳng với dải cát dài khoảng 3 km, chiều rộng chỗ lớn nhất khoảng 700m, chỗ hẹp nhất 450m; được hình thành do kiến tạo bồi đắp phù sa và bùn cát của sông Trà Lý.
- Cồn Thủ nằm ở phía bên kia cửa sông Trà Lý so với Cồn Đen. Thuộc các xã Đông Long, Đông Hoàng huyện Tiền Hải. Là cồn cát dài nhưng chưa được đầu tư khai thác.
- Cồn Vành nằm cách đất liền 7 km thuộc xã Nam Phú, huyện Tiền Hải. Cồn Vành nằm ở cửa sông Ba Lạt. Hiện là điểm du lịch tắm biển nghỉ dưỡng ở Thái Bình.
- Cồn Ngạn lớn nhất ở Vườn quốc gia Xuân Thủy(Nam Định), với các đầm nuôi trồng thủy sản và hầu hết có rừng ngập mặn bao phủ.
- Cồn Lu(Nam Định) gồm một bãi cát rộng, cùng các bãi bồi lầy và diện tích nhỏ các đầm nuôi trồng thủy sản. Thực chất là vành đai bao ngoài của Cồn Ngạn.
- Cồn Xanh (Giao Thủy), nằm phía ngoài Cồn Ngạn, Cồn Lu, nhỏ nhất và vẫn đang tiếp tục bồi đắp phù sa từ sông Hồng. Cồn Lu và Cồn Xanh thường bị ngập khi thủy triều lên.
- Cồn Xanh (Nghĩa Hưng), là một trong 3 cồn ở cửa sông Đáy. Cồn Xanh thuộc xã Nam Điền, Nghĩa Hưng (Nam Định)
- Cồn Mờ nằm bao ngoài cồn Xanh, thuộc 2 xã Nam Điền (Nghĩa Hưng, Nam Định) và xã Kim Đông (Kim Sơn, Ninh Bình). Có luồng cửa sông Đáy xuyên qua.
- Cồn Nổi nằm ở ngoài khơi thuộc hải phận tỉnh Ninh Bình. Cồn Nổi đang được đầu tư xây dựng thành một điểm du lịch nghỉ dưỡng và hướng tới trở thành đô thị du lịch loại V theo Quy hoạch đô thị Ninh Bình.

## Phát triển du lịch
Ngay sau khi được UNESCO công nhận là khu dự trữ sinh quyển thế giới, hoạt động khai thác du lịch ở các khu vực dự trữ sinh quyển châu thổ sông Hồng đã được 3 tỉnh quan tâm đầu tư khai thác.

### Thái Bình
Tỉnh Thái Bình đã quy hoạch và đưa vào khai thác khu du lịch Cồn Vành thuộc huyện Tiền Hải. Cồn Vành được xem là một điểm có nhiều tiềm năng thuận lợi để phát triển thành một khu du lịch sinh thái hấp dẫn. Đây là bãi bồi rộng gần 2.000 hecta, với địa hình tương đối bằng phẳng, nằm ở phía đông xã Nam Phú (huyện Tiền Hải), phía Bắc giáp Cồn Thủ, phía Nam giáp cửa Ba Lạt (cửa sông Hồng), phía Đông giáp biển đông. Cồn Vành nằm trong hệ thống liên hoàn các khu rừng ngập mặn ven biển trải dài từ Ninh Bình- Nam Định- Thái Bình- Hải Phòng- Quảng Ninh. Nơi đây có hệ sinh thái rừng ngập mặn khá phong phú với nhiều loài thực vật như sú, vẹt, bần, thông, trên 200 loài hải sản có giá trị và nhiều loài chim quý hiếm.
Trước đây, khách đến với Cồn Vành vì muốn ngắm hàng phi lao xanh rì chạy suốt chiều dài bãi biển, thú vị hơn còn có thể leo lên đỉnh của ngọn hải đăng phóng tầm mắt ra ngoài khơi xa. Đường ra Cồn Vành là những nhánh sông với những bãi sú vẹt - rừng ngập mặn bảo vệ khu vực biên giới biển. Hiện nay, nhờ có tuyến đê PAM dài gần 10 km và 4 cây cầu mới được xây dựng, nối liền các nhánh sông, việc đi lại đã thuận tiện hơn rất nhiều, khiến cho Cồn Vành trở nên gần gũi hơn với người dân bản địa và du khách gần xa. Dọc hai bên đường là khu đầm vùng nuôi thả thủy hải sản của người dân.

### Nam Định
Hiện tại tỉnh Nam Định đã đưa vào khai thác du lịch cộng đồng tại vườn quốc gia Xuân Thủy. Vườn nằm ở xã Giao Thiện, huyện Giao Thủy, tỉnh Nam Định, là một điểm du lịch sinh thái môi trường tìm hiểu đời sống những loài chim di trú. Vườn quốc gia Xuân Thủy, với tổng diện tích là 12.000 ha thuộc vùng cửa sông Hồng, nằm hầu hết ở địa phận xã Giao Thiện, huyện Giao Thủy, Nam Định, trải dài qua Cồn Lu, Cồn Ngạn, Cồn Xanh. Vườn quốc gia Xuân Thủy còn là khu Ramsar của Việt Nam. Các nhóm du khách đến tham quan Vườn quốc gia Xuân Thủy có thể đêm tại vườn.
Vùng phía nam thuộc khu vực cửa sông Đáy của Nam Định cũng có Cồn Xanh thuộc huyện Nghĩa Hưng, nằm bên ngoài cồn Xanh là cồn Mờ thuộc địa phận quản lý của 2 tỉnh Ninh Bình, Nam Định và xa hơn là đảo Cồn Nổi thuộc Ninh Bình. Vì 3 cồn rất gần nhau nên ca dao ngư dân cửa sông Đáy có câu:
Cồn Xanh, Cồn Nổi, Cồn Mờ
Trong ba Cồn ấy, anh mơ Cồn nào?

### Ninh Bình

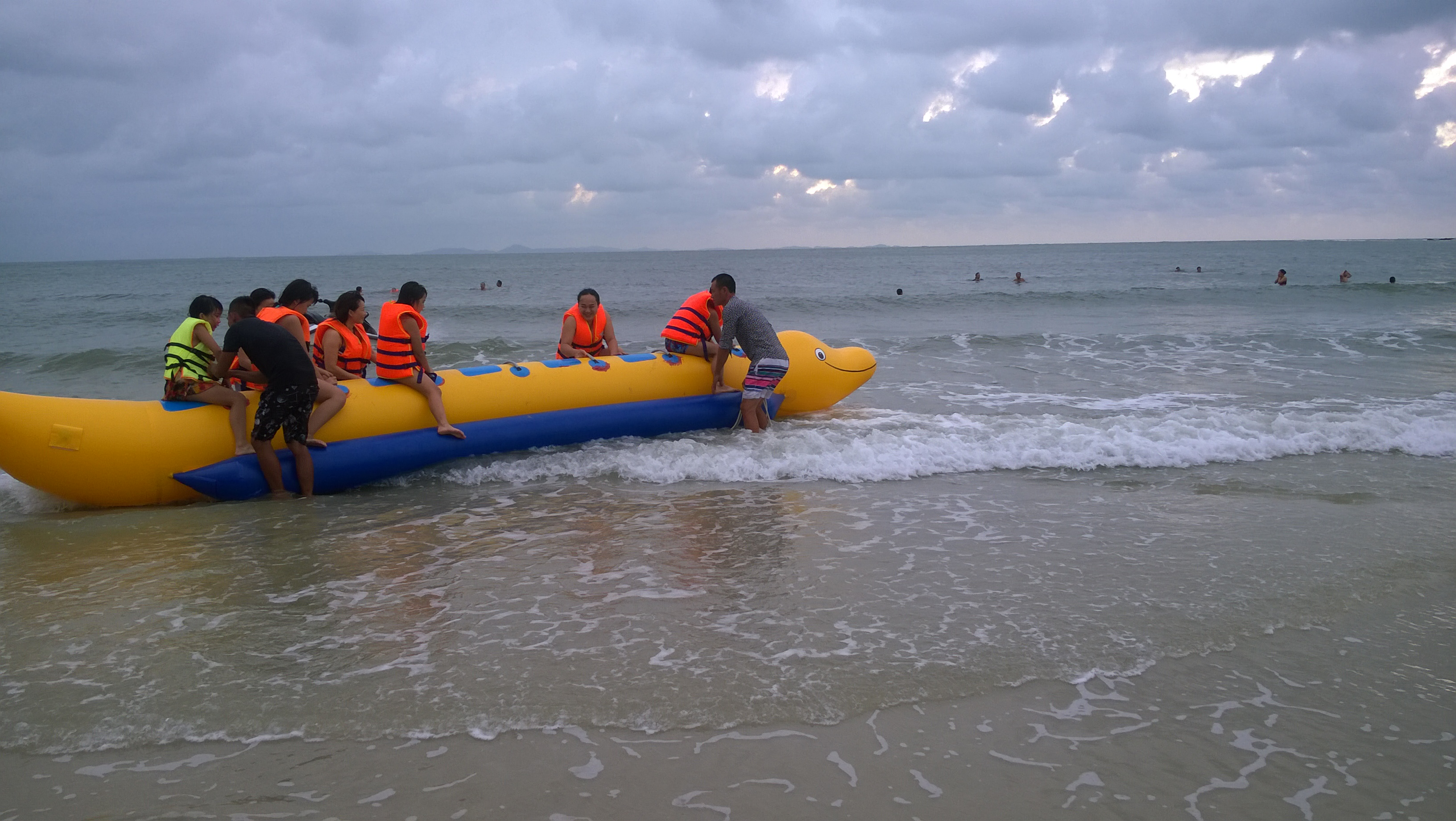
Bãi tắm thủy triều ở cồn nổi

Trong quy hoạch phát triển du lịch Ninh Bình thì nhà thờ Phát Diệm và vùng ven biển Kim Sơn là một trọng điểm được coi là động lực phát triển du lịch của tỉnh. Ninh Bình. Kể từ năm 2004 đến nay Ninh Bình đã nâng cấp nhiều tuyến đường giao thông đi ra vùng sinh quyển như: quốc lộ 12B, đường Bái Đính - Kim Sơn, Đường Đông Tây Ninh Bình, đê Bình Minh 4, đường ven biển Việt Nam, cảng tổng hợp Kim Sơn, khách sạn Sóng Biển, hệ thống Hải Đăng, đồn Biên phòng đều được xây dựng... Có 2 bến xe khách trong khu sinh quyển là bến xe Cồn Thoi và bến xe Kim Đông. Hạ tầng cơ sở du lịch vẫn được đầu tư mạnh mẽ. Sản phẩm du lịch vùng bãi ngang cồn nổi Ninh Bình là tham quan tìm hiểu môi trường sinh thái vùng đất mở, rừng ngập mặn Kim Sơn, du lịch đồng quê với các đồng cói, đầm tôm, nghề nuôi trồng thủy sản, nấu rượu Kim Sơn, cói mỹ nghệ, nghỉ dưỡng và tắm biển cồn nổi...

## Các vấn đề bảo tồn
Khu dự trữ sinh quyển châu thổ sông Hồng phân bố ở 3 tỉnh: Thái Bình, Nam Định và Ninh Bình. Nó có giá trị cao về bảo tồn đa dạng sinh học, cũng như góp phần mang lại cơ hội to lớn đối với việc phát triển kinh tế, văn hóa, xã hội của nhiều địa phương. Do đó, để đáp ứng được nhu cầu quản lý Khu DTSQ liên tỉnh này, một Ban quản lý đã được thành lập gồm các lãnh đạo của các địa phương nằm trong Khu DTSQ liên tỉnh này. Tuy nhiên, việc đồng quản lý phải tuân thủ thực hiện các thỏa thuận đã ký kết cũng như Công ước quốc tế mà chính phủ đăng ký tham gia. Do nắm giữ điều kiện tự nhiên và con người một cách riêng biệt nên việc quản lý các khu vực này cần có sự điều phối các hoạt động với sự tham gia của cả cán bộ và nhân dân các tỉnh một cách chặt chẽ. Trước tiên, quản lý phải tạo ra được tiếng nói chung trong lãnh đạo cũng như tổ chức thực hiện. Thêm nữa là áp lực của nhiều người dân đang sống dựa vào nguồn tài nguyên hiện nay, các vấn đề về tự nhiên như: Môi trường, biến đổi khí hậu và đa dạng sinh học ... liên tục gây ảnh hưởng cho hệ sinh thái cho khu vực này nhiều năm qua.